# 木村好克
木村 好克（きむら よしかつ、1973年9月21日 - ）は、日本の脚本家、ドラマ・映画監督、映像クリエイターである。

## 概要
1973年、大阪府に生まれる。母親の影響で幼少期から映画を観始め、スピルバーグ映画に多大な影響を受ける。17歳の時にウディ・アレン監督作品と出会ったことで、映画監督を志すようになる（後に本人と実際に会って、その思いを確信させた）。大阪芸術大学・大学院で6年間、中島貞夫監督に演出を学び、卒業後は助監督として映画の世界に入り、多数の作品に参加した。
　2009年、武田梨奈主演の映画『ハイキック・ガール！』で脚本デビュー。2011年、同じく武田梨奈主演の映画『ＫＧ カラテガール』で監督デビュー。
　2014年、ショートムービー『踊る大宣伝会議、或いは私は如何にして踊るのを止めてゲームのルールを変えるに至ったか。』がYouTubeにて300万pvを記録。

## 作品

### 監督作品

#### 実写映画
2011年
- KG カラテガール

#### テレビドラマ
2012年
- スープカレー(北海道放送・TBSテレビ)

2013年
- バトルキャッツ（NHKワンセグ2）

2015年
- PANIC IN（BSスカパー！）

2019年
- チャンネルはそのまま！（北海道テレビ放送・Netflix）

2020年
- スポットライト（TOKYO MX）

2024年
- 牙狼〈GARO〉ハガネを継ぐ者 （TOKYO MX 、BS日テレ）

#### Webドラマ
2018年
- くちびるWANTED（AbemaTV）

2021年
- 麺と千尋の並行世界（丸亀製麺公式YouTubeチャンネル）

#### テレビアニメ
2021年
- EX-ARM エクスアーム

#### Webアニメ
2017年
- バイト先は悪の組織⁈

#### MV
2015年
- ももいろクローバーZ「青春賦」

2022年
- shibu3 project「ネプネプなDAYS」

2025年
- rirox「幸魂」

#### ショートムービー
2013年
- alternative dress（mutin 2012 EXIBITION）
- 通学ダッシュ！（ネスレシアター）

2014年
- 踊る大宣伝会議、或いは私は如何にして踊るのを止めてゲームのルールを変えるに至ったか。（ネスレシアター）

2015年
- 幕が上がる ステーションID（日本映画専門チャンネル）
- MAYUPO A Robot Dreams of Apple Trees（TOKYO DESIGN WEEK in MILANO2015）

2017年
- 亜人・下村泉（テレビ東京・LINE）
- 父の助手席（香川トヨタ）

2018年
- FREE SPACE（mutin 2018 EXIBITION）

2020年
- キャッシュレスリーマン二階堂健一（経済産業省インフォマーシャル・テレビ朝日）
- ONEPIXCEL ONEMAN LIVE2020「Ride on Time」ステージ映像（2020年）

2021年
- ホーンテッド・テナント（短編映画）
- ホーンテッド・テナントⅡ（短編映画）

2022年
- 忌日（短編映画）

2024年
- 或る姉妹（ANA LIVE SHOPPING）

### 作演出として
2021年
- 演劇ユニット かしこみかしこみ　第一回公演 『ささがね』（ステージカフェ下北沢亭）
- 演劇ユニット かしこみかしこみ　第二回公演 『たはぶれ』（ステージカフェ下北沢亭）
- Shibu3 project×かしこみかしこみ コラボ演劇(ベルエポック美容専門学校 第2校舎イベントホール)

2025年
- 演劇ユニット かしこみかしこみ　第三回公演 『ひたむき』（千本桜ホール）[1]

### 演出として
2020年
- 『東京BABYBOYS9』 ユニットコント番組 テレビ朝日/Abema TV 全2回

2022年
- 演劇ユニット ブッカーズ　vol.1 『サンブンノイチ』（神戸三宮シアター・エートー）

2023年
- 演劇ユニット ブッカーズ　vol.2 『サンブンノイチ』（新宿シアターモリエール）

2025年
- ハイセンスA3-D朗読演劇『ガールズ&シーブズ〜銀行強盗は放課後に〜』（シアターマーキュリー新宿）[2]
- ハイセンスA3-D 朗読演劇『図書委員界』（CBGKシブゲキ!!）[3]

### 脚本として
2009年
- 『ハイキック・ガール！』 映画

2014年
- 『踊る大宣伝会議、或いは私は如何にして踊るのを止めてゲームのルールを変えるに至ったか。』ネスレシアター　連続ドラマショートムービー 全3話

### 監督補/セカンドユニット監督として
2009年
- 『ハイキック・ガール！』 映画

2011年
- 『SP・革命前日』 スペシャルドラマ フジ
- 『SP・革命篇』 映画 東宝

2013年
- 『Regret』 ショートムービー ネスレシアター

2015年
- 『踊る大宣伝会議（略）season2』連続ドラマショートムービー ネスレシアター
- 『世にも奇妙な物語～映画監督編～』「幸せを運ぶ眼鏡」 スペシャルドラマ フジ
- 『ストレンジャー バケモノが事件を暴く』スペシャルドラマ テレビ朝日
- 『唇にBe My Baby』 MV AKB48

2016年
- 『ストレンジャー バケモノが事件を暴く』スペシャルドラマ テレビ朝日

2017年
- 『亜人』 映画 東宝

2018年
- 『曇天に笑う』 映画 松竹

### 助監督として
2001年
- 『夜を賭けて』 映画（2002年公開　監督・金守珍）

2003年
- 『ガラスの使徒』 映画（2004年公開　監督・金守珍）

2004年
- 『交渉人　真下正義』 映画（2005年公開　監督・本広克行）
- 『サイレン 〜FORBIDDEN SIREN〜』 映画（2006年公開　監督・堤幸彦）

2005年
- 『プロポーズ世界で一番幸せな言葉』スペシャルドラマ（2005年放送　監督・大谷太郎他）
- 『UDON』 映画（2006年公開　監督・本広克行）
- 『トゥルーラブ』 スペシャルドラマ（2006年放送 監督・水田成英）

2006年
- 『女の一代記・向井千秋』 スペシャルドラマ（2007年放送　監督・鈴木雅之）

2007年
- 『少林少女』 映画（2008年公開　監督・本広克行）
- 『SP 警視庁警備部警護課第四係』　連続ドラマ・全11話（2007年放送　監督・本広克行他）

2008年
- 『一瞬の風になれ』連続ドラマ・全4話（2008年放送　監督・光野道夫他）
- 『20世紀少年　第一章』 映画（2008年公開　監督・堤幸彦）
- 『20世紀少年　第二章』 映画（2009年公開　監督・堤幸彦）

2009年
- 『サマヨイザクラ』 スペシャルドラマ（2009年放送　監督・波多野貴文）
- 『魔女裁判』 連続ドラマ・全10話（2009年放送　監督・加藤裕将他）

2010年
- 『SP THE MOTION PICTURE・野望篇』 映画（2010年公開 監督・波多野貴文）

2011年
- 『Everyday カチューシャ』 AKB48 MV（2011年公開 監督・本広克行）